# پل کارکوئینز

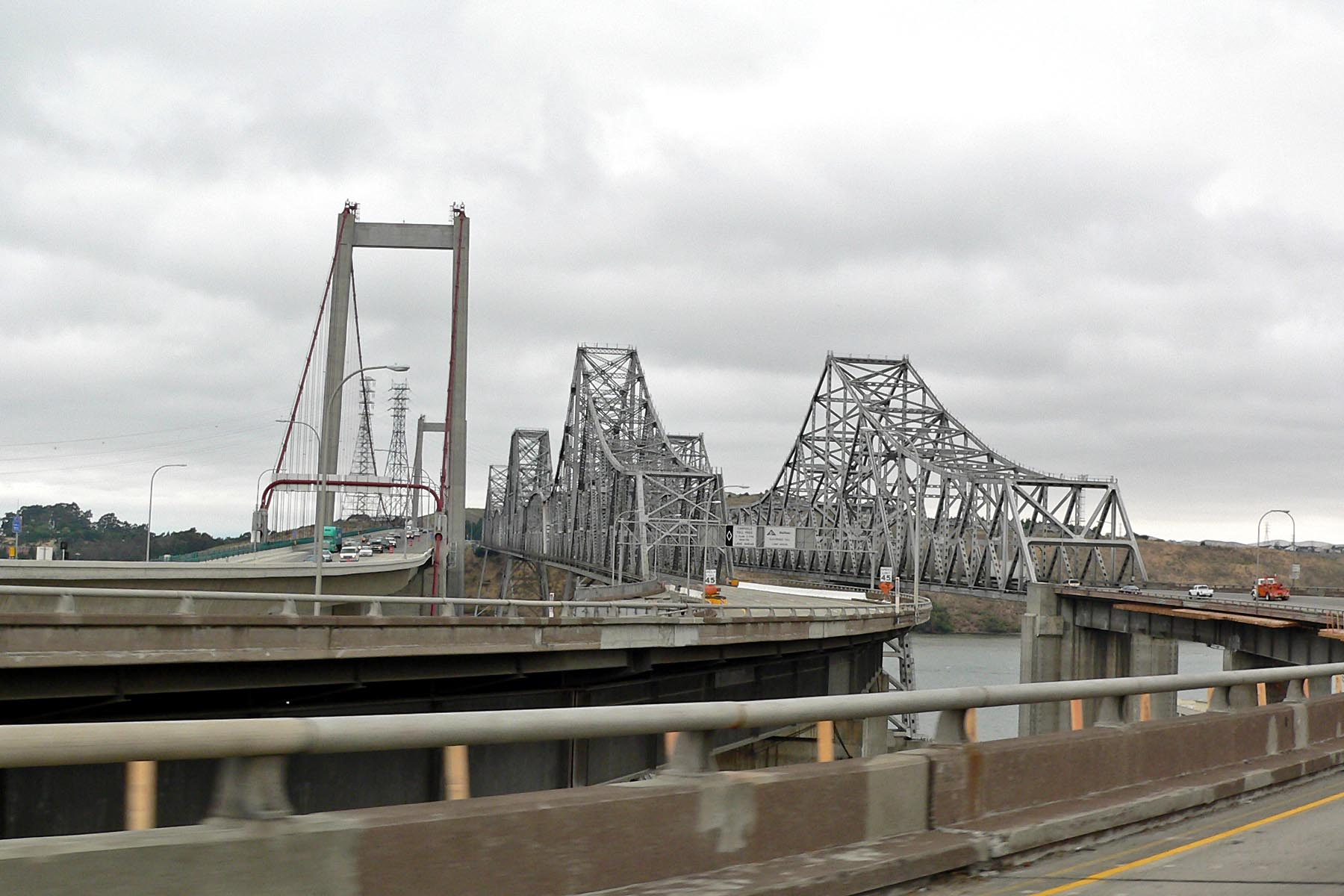
پل کارکوئینز در سال ۲۰۰۷

پل کارکوئینز اشاره به دو پل موازی دارد که از تنگه کارکوئینز عبورکرده و والژو (در کالیفرنیا) را در شمال به کراکت (در کالیفرنیا) در جنوب متصل می‌کند.

## تاریخچه
پل اصلی پلی پولادین و معلق بود که توسط رابینسون و استینمن طراحی و در سال ۱۹۲۷ نصب شده‌بود. هزینهٔ ساخت آن معادل ۸ میلیون دلار و همچنین اولین پل در منطقهٔ خلیج سانفرانسیسکو بوده‌است.
در سال ۱۹۵۸، پلی موازی و در راستای پل اصلی برای پوشش ترافیک در حال افزایش ساخته شد. پل اصلی ترافیک باند غربی و پل جدید ترافیک باند شرقی را پوشش می‌دادند.
در سال ۲۰۰۳ در نتیجهٔ صدمه دیدن پل قدیمی بر اثر مشکلات ناشی از لرزش زمین، پل جدید معلقی جایگزین آن شد و پل قدیکی در سال ۲۰۰۷ به طور کامل برداشته‌شد.